# Рибокур, Эдуард де
Эдуард де Рибокур (фр. Édouard de Ribaucourt) (1865—1936) — французский академик, философ, врач, обладатель докторской степени по философии, преподаватель Сорбонны. Будучи масоном, стал основателем в сентябре 1913 года Великой национальной ложи Франции, получившей на момент основания название «Великая национальная независимая и регулярная ложа для Франции и французских колоний».

## Биография
Эдуард Рибокур родился в Швейцарии в 1865 году, в старой протестантской семье Пикардийского происхождения. Работая на факультете биологии в Париже, он получил степень доктора естественных наук 20 декабря 1900 года.

## Масонство
В марте 1896 года, когда ему исполнилось тридцать лет, он был посвящён в ложе «Les Amis des Allobroge» Великого востока Франции. Он был посвящён в 31° Древнего и принятого шотландского устава. После того, как Рибокур стал досточтимым мастером ложи «Les Amis du Progrès», он вновь ввёл во Франции Исправленный шотландский устав при помощи доктора Камиля Савуара.
Он создал Великую национальнаую независимую и регулярную ложу для Франции и французских колоний, в которой он был первым великим мастером. В 1948 году она была переименована в Великую национальную ложу Франции.

## Публикации
- Étude sur la faune lombricide de la Suisse, 1896[6]
- Sur quelques détails de l’anatomie comparée des lombricides, dans l’ouvrage Comptes rendus des séances de la Société de biologie et de ses filiales, p. 299, 1900[7]
- Étude sur l’anatomie comparée des lombricides, 1900[8]
- Édouard de Ribaucourt, 31e vénérable de la loge " Amis du progrès ",1907[9]
- La symbolique de la lettre G, 1907[10]
- Oursins hexamères, Revue Scientifiques de l’Académie de Paris, 1908[11]
- Généalogie de la famille de Ribaucourt (de Picardie) (Signé : Léon de Ribaucourt, Dr Édouard de Ribaucourt), 1909[12]
- Le régime écossais rectifié, dans la revue mensuelle d'étude maçonnique L’Acacia, 1911[13]
- La vie militaire et les exploits de J.-C. Fischer, 1929[14]